# Café Skogshyddan
För andra betydelser, se Skogshyddan (olika betydelser).
Café Skogshyddan är ett kafé beläget nära Dalaborgsparken vid Dalbobron i Vänersborg i Västra Götalands län.

## Historia
Byggnaden där Café Skogshyddan ligger, byggdes 1898, och var ursprungligen privatläraren Halvord Lydells sommarstuga. 1902 donerade Lydell bostaden till Vänersborgs stad, och den drivs sedan dess som ett kafé. Kaféet utvidgades 1904 och 1906, då med bland annat en serveringsdel. Kaféet har öppet under sommarmånaderna, och har utsikt över Vänersborg, samt Vänersborgsviken vid Vänern.
Utanför kaféet finns en minnestavla som berättar om Skogshyddans och Lydells historia.

## Galleri

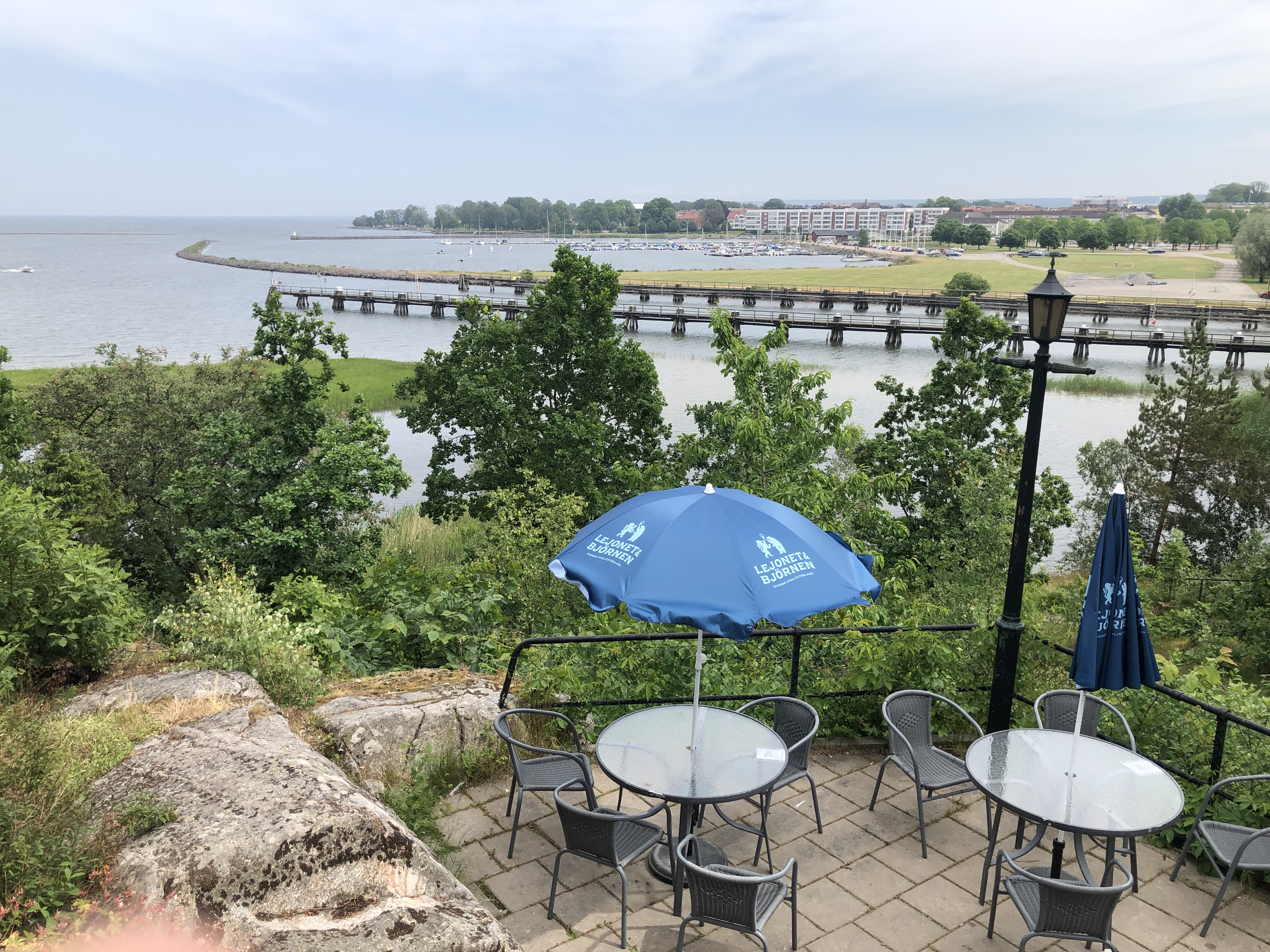
Vy över Vänersborgsviken vid Vänern.